# پایان سفر (فیلم ۲۰۱۷)
پایان سفر (انگلیسی: Journey's End) یک فیلم جنگی به کارگردانی سال دیب محصول سال ۲۰۱۷ کشور بریتانیا است. این فیلم در بخش نمایش‌های ویژه جشنواره بین‌المللی فیلم تورنتو ۲۰۱۷ به نمایش درآمده است.

## بازیگران
- ایسا باترفیلد – Second Lieutenant Raleigh
- سم کلفلین – سروان Stanhope
- پل بتانی – ستوان 'Uncle' Osborne
- تام استاریج – Second Lieutenant Hibbert
- توبی جونز – سرباز وظیفه Mason (The Cook)
- استیون گراهام – Second Lieutenant Trotter
- رابرت گلنیستر – سرهنگ
- Andy Gathergood – استوار of C-Company
- مایلز جاپ – Captain Hardy
- Jack Holden – Bert Turner (Cook's helper)
- Eirik Bar – Soldat Ernst Schäfer (German prisoner)